# 2010년 동계 올림픽 키프로스 선수단
키프로스는 2010년 2월 12일부터 28일까지 캐나다 밴쿠버에서 열린 제21회 동계 올림픽에 선수단을 파견했다.

## 알파인 스키
| 선수                        | 세부 종목   | 1차 시기   | 1차 시기   | 2차 시기   | 2차 시기   | 합계    | 합계      |
| 선수                        | 세부 종목   | 기록       | 순위       | 기록       | 순위       | 기록    | 최종 순위 |
| 크리스토퍼 파파미칼로플로스 | 남자 회전   | 완주 못 함 | 완주 못 함 | 완주 못 함 | 완주 못 함 |         |           |
| Sophia Papamichalopoulos    | 여자 회전   | 1:02.47    |            | 1:02.71    |            | 2:05.18 | 53        |
| Sophia Papamichalopoulos    | 여자 대회전 | 1:28.38    |            | 1:23.48    |            | 2:51.86 | 55        |